# Bandera de l'Ametlla de Mar

Bandera de l'Ametlla de Mar amb escut i torre

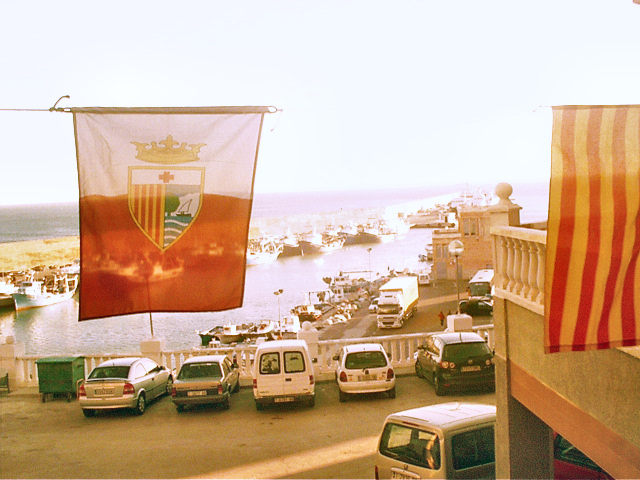
Banderes penjades per festes a l'Ametlla de Mar

Bandera de festes de l'Ametlla de Mar

## Blasonament
Bandera apaïsada, de proporcions dos d'alt per tres de llarg, bicolor vertical blanca i roja.

## Història
La bandera no és oficial.
Es correspon amb la bandera de l'antiga província marítima de Tortosa i els seus colors coincideixen amb els propis de l'orde de Sant Jordi d'Alfama.

## Banderes emprades
En no poques ocasions incorpora damunt seu l'escut del poble, i tradicionalment també —a sota d'ell— una reproducció de la torre de sentinella o torre de guaita que es troba en ruïnes al costat del castell de Sant Jordi d'Alfama.
S'ha de tenir present, també, que una torre sobre fons de gules (que és tal com gairebé apareix a la bandera) són les armes heràldiques pròpies de la ciutat de Tortosa, històric cap de terme i capital de la comarca a què l'Ametlla de Mar pertany, el Baix Ebre.
Sovint la bandera apareix onejant verticalment. Les banderes de les festes locals, tretes per la Mare de Déu de la Candelera (2 de febrer), festa major, i per Sant Pere (29 de juny), són un exemple d'aquest ús. Les actuals s'empren des del 2003; incorporen l'escut (encara que amb modificacions formals), també en posició vertical, però no pas la torre.